# Saint-Berthevin-la-Tannière
Saint-Berthevin-la-Tannière è un comune francese di 399 abitanti situato nel dipartimento della Mayenne nella regione dei Paesi della Loira.

## Società

### Evoluzione demografica
Abitanti censiti